# Losbäume
Die Losbäume oder Lossträucher (Clerodendrum, falsche Schreibweise Clerodendron) sind eine Pflanzengattung innerhalb der Familie der Lippenblütler (Lamiaceae). Einige Arten werden als Zierpflanzen verwendet.

## Beschreibung

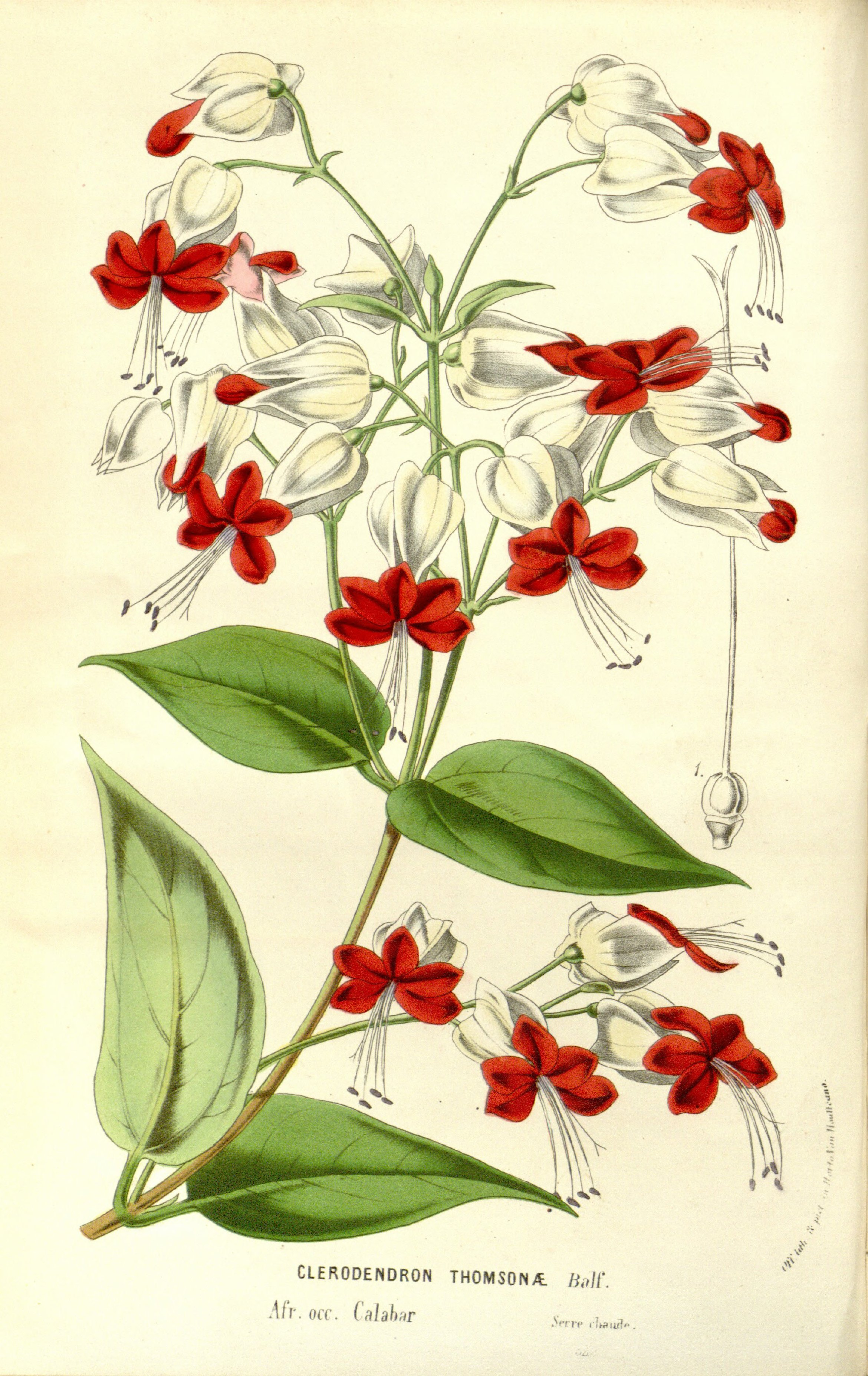
Illustration des Kletternden Losstrauches (Clerodendrum thomsoniae)

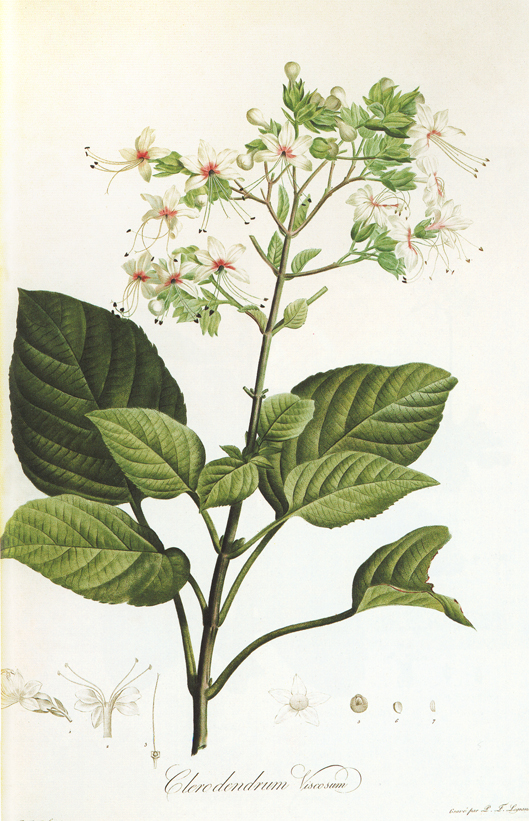
Illustration von Clerodendrum infortunatum aus Jardin de la Malmaison, 1801

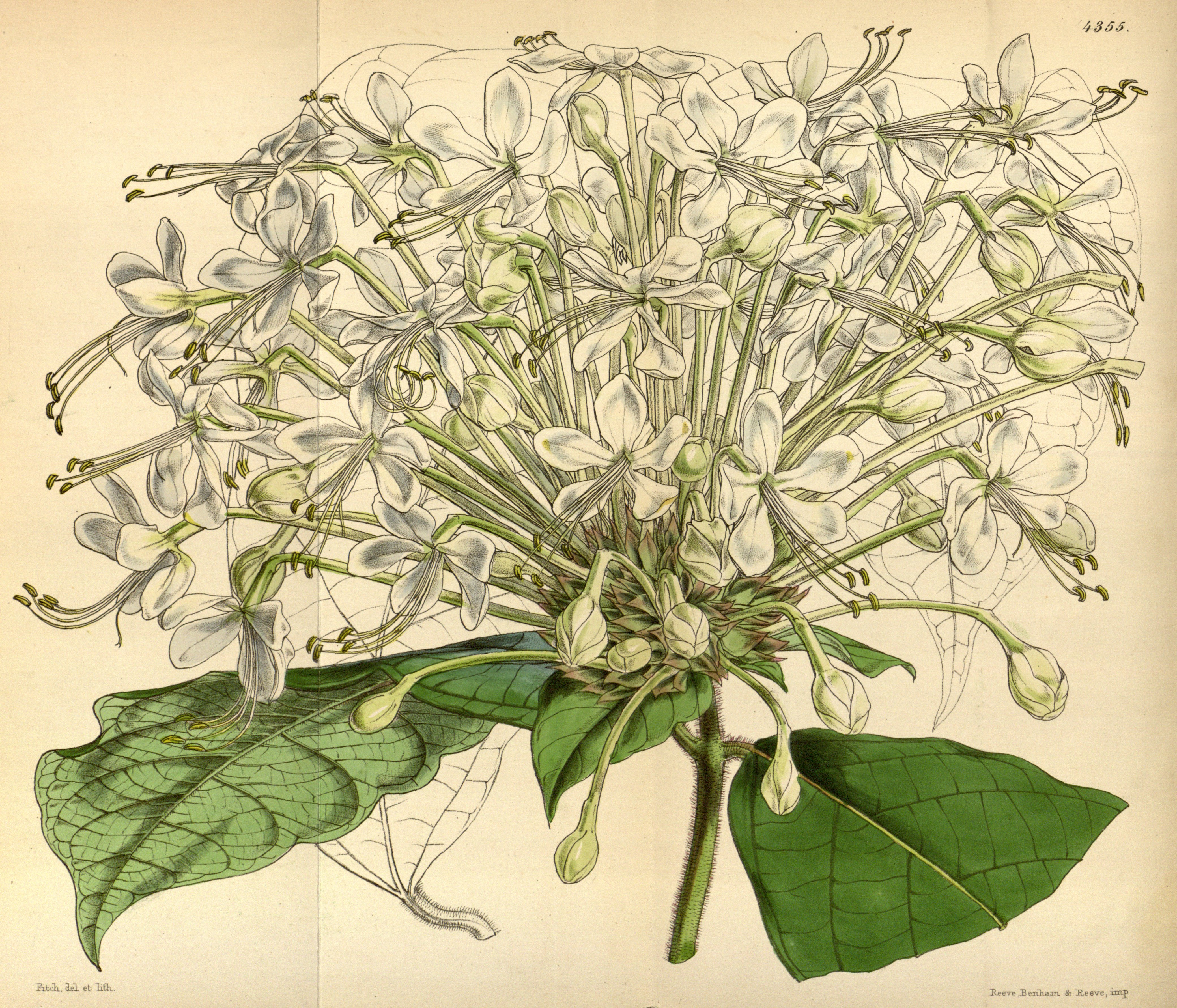
Illustration von Clerodendrum capitatum aus Curtis Botanical Magazine, Volume 74, 1848, Tafel 4355

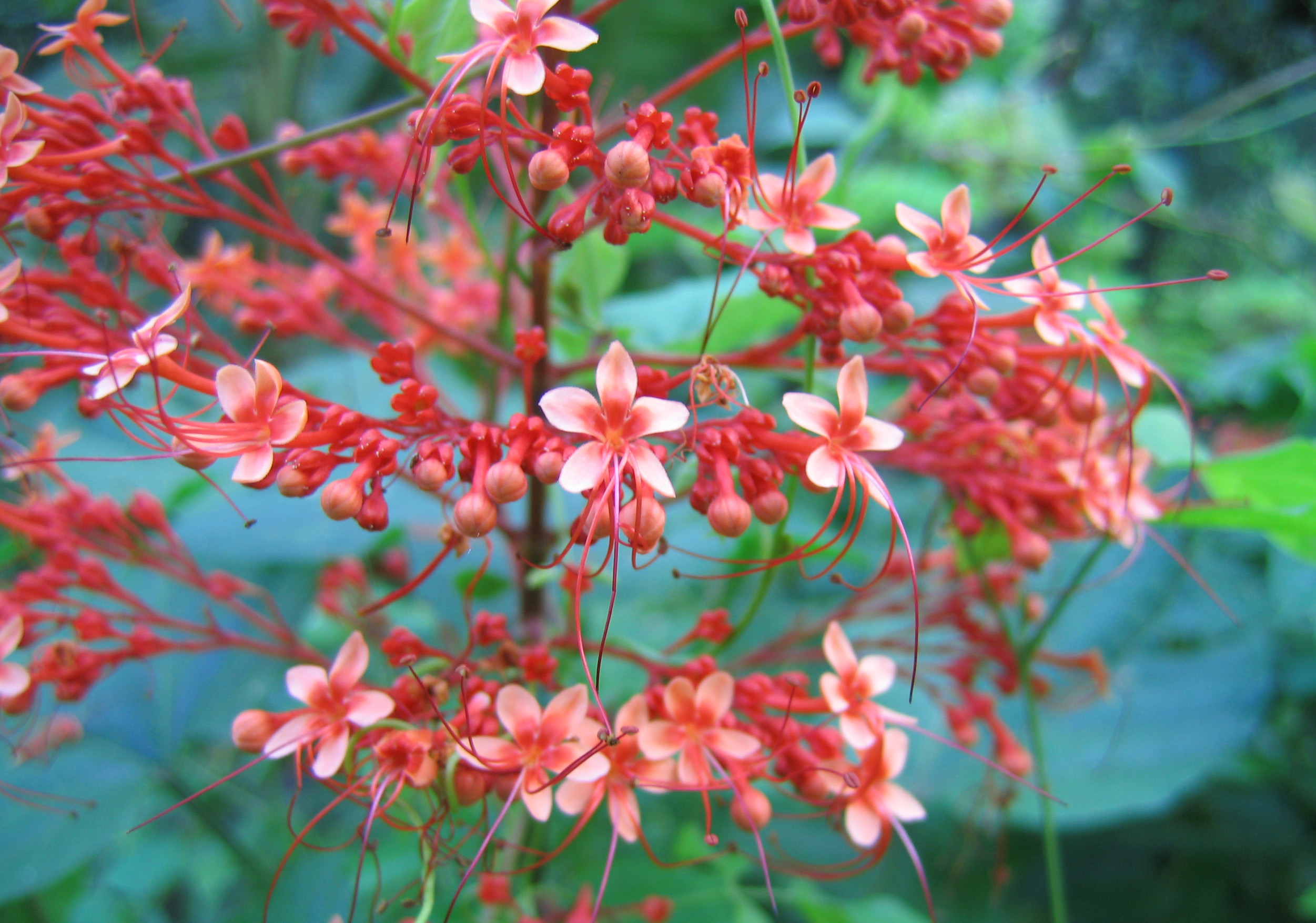
Ausschnitt eines Blütenstandes des Rispenblütigen Losstrauches (Clerodendrum paniculatum) mit den auffälligen Blüten mit den langen Staubblättern und Griffeln

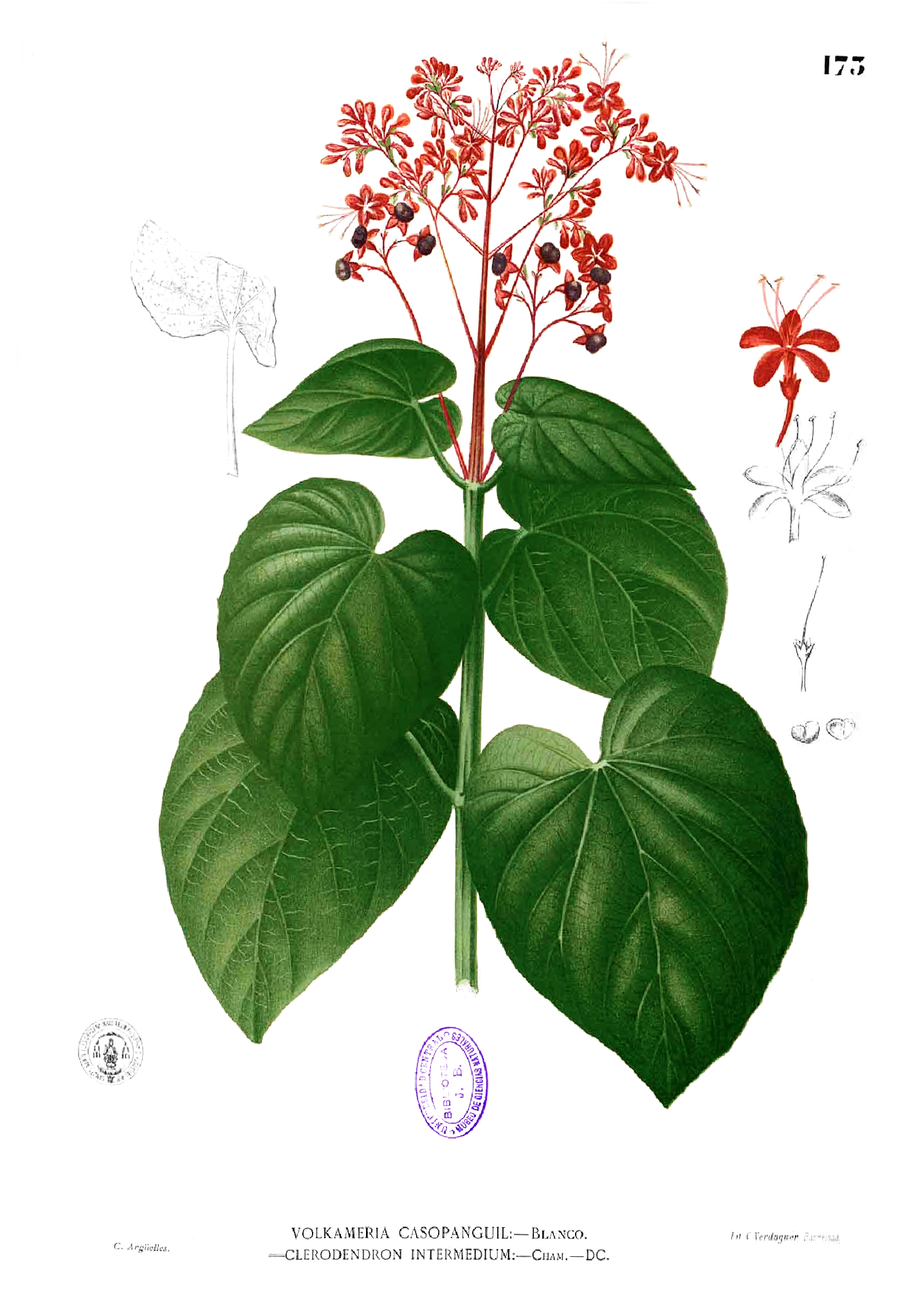
Illustration von Clerodendrum intermedium aus Francisco Manuel Blanco: Flora de Filipinas ... Gran edicion … Atlas I

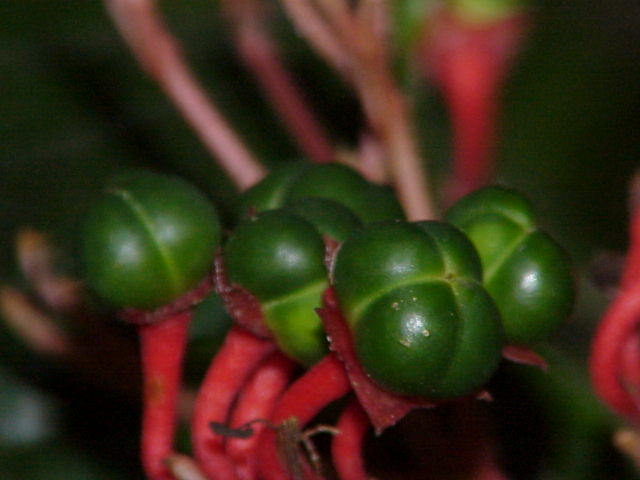
Prächtiger Losbaum (Clerodendrum speciosissimum), Fruchtstand – Gut zu erkennen ist die aus vier Teilfrüchten bestehende Steinfrucht

### Erscheinungsbild und Blätter
Bei Clerodendrum-Arten handelt es sich um kleine Bäume, Sträucher, Lianen, seltener auch um Halbsträucher bis mehr oder weniger ausdauernde krautige Pflanzen. Die Sprossachsen sind meist selbstständig aufrecht oder selten kletternd. Manche Arten bilden Ausläufer. Die Zweige sind anfangs meist vierkantig. Die Rinde ist nie warzig (Unterschied zu Ovieda).
Es gibt in der Gattung Clerodendrum sowohl laubabwerfende als auch immergrüne Arten. Die meist gegenständig, selten wirtelig angeordneten Laubblätter sind meist gestielt. Die Blattspreiten sind einfach, manchmal gelappt. Sie sind nie stachelig (Unterschied zu Ovieda). Es sind keine Nebenblätter vorhanden. Es können extraflorale oder -nuptial Nektarien vorhanden sein, z. B. am Kelch, an den Blättern oder an den Tragblättern.

### Blütenstände und Blüten
Die Losbäume sind meistens protandrisch, also vormännlich, der Griffel biegt sich erst nach unten, weg von den Staubblättern, und später wieder nach oben. Die Blüten stehen in normalerweise endständigen, lockeren bis dichten, zymösen oder kopfigen, zusammengesetzten Blütenständen zusammen. Es sind Tragblätter vorhanden.
Clerodendrum-Arten besitzen relativ große, auffällige Blüten. Die zwittrigen Blüten sind leicht zygomorph und fünfzählig mit doppelter Blütenhülle. Die fünf Kelchblätter sind zu einem oft auffälligen, glocken-, becher- bis röhrenförmigen Kelch verwachsen, der in unterschiedlich geformten Kelchzipfeln endet. Bei vielen Arten ist der Kelch stark gerippt. Die Kronblätter sind je nach Art rot bis rosafarben oder weiß bis gelb. Die fünf Kronblätter sind zu einer mehr oder weniger radiärsymmetrischen bis deutlich zygomorphen Krone verwachsen, die aus einer langen, engen Kronröhre – bei einigen Arten bis zu 15 Zentimeter – und fünf flach radförmig ausgebreiteten, meist ungleichen Kronzipfeln besteht. Die meist vier, selten fünf, meist didynamischen Staubblätter ragen meist weit aus der Blütenkrone heraus. Die in der Kronröhre inserierten Staubfäden sind untereinander frei und gebogen. Die zwei Fruchtblätter sind zu einem vierkammerigen Fruchtknoten unvollständig verwachsen. Jede Fruchtknotenkammer enthält nur eine Samenanlage. Auf dem oberen Ende des Fruchtknotens sitzt der lange, gebogene Griffel der in einer kurz zweilappigen Narbe endet.

### Früchte und Samen
Die fleischigen Steinfrüchte sind oft vierrippig oder -lappig. Das Endokarp ist hart. Die Steinfrucht teilt sich in vier Steinkerne, von denen sich manchmal nur zwei voll entwickeln. Jeder Steinkern enthält einen Samen. Bei Reife sind die Steinfrüchte oft auffällig gefärbt. Bis zur Fruchtreife wird der Blütenkelch häufig dicker sowie größer und verfärbt sich. Dagegen sind die Früchte bei Volkameria trocken sowie unauffällig gefärbt und die relativ unauffällig gefärbten Kelchblätter vergrößern sich nicht.

## Ökologie
Die Bestäubung erfolgt durch langrüsselige Schmetterlinge, bei einigen Arten auch durch Vögel.
Die starken Kontraste der Kelche und Früchte dienen zur Anlockung von Vögeln, die den Samen ausbreiten (Endozoochorie).

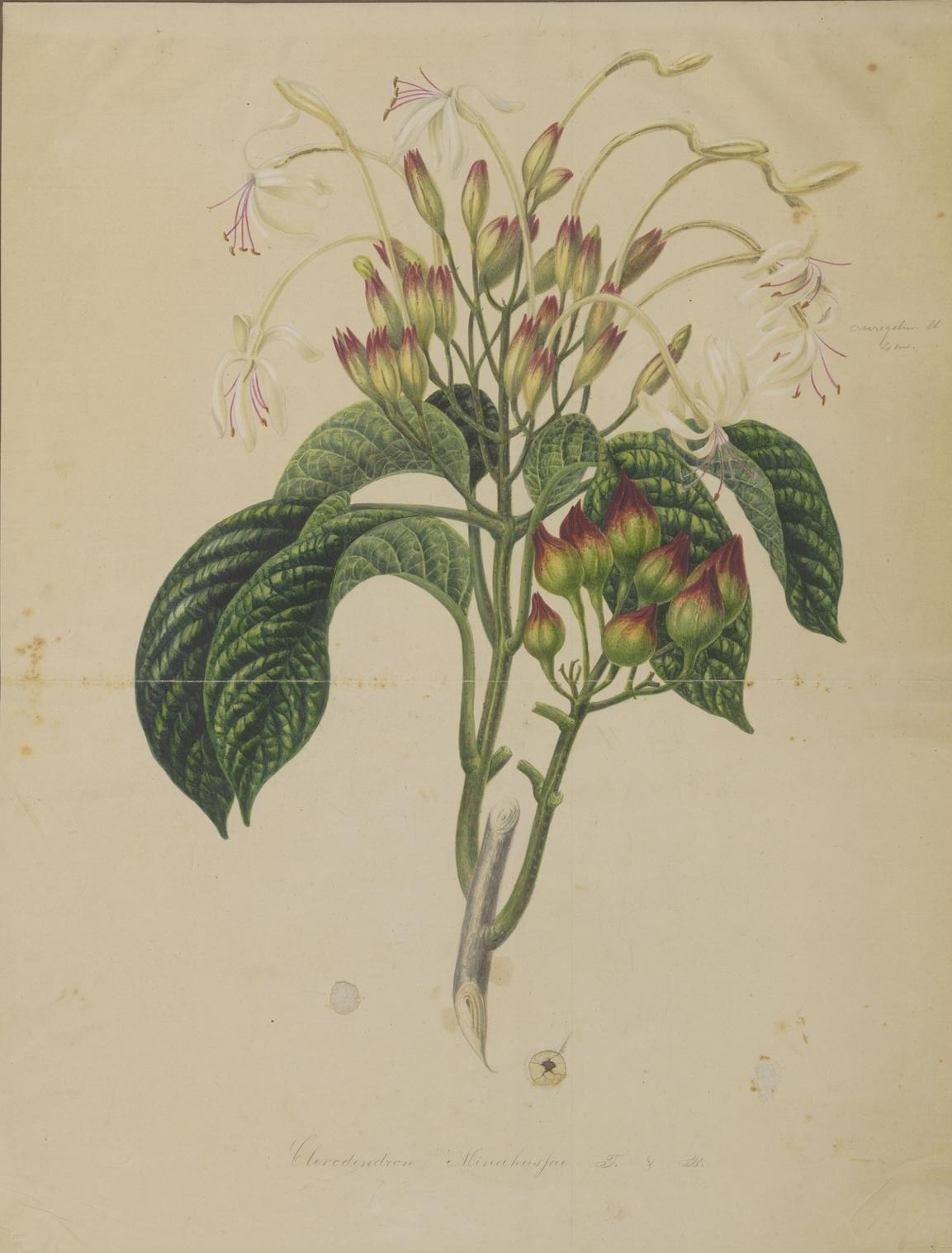
Illustration von Clerodendrum minahassae

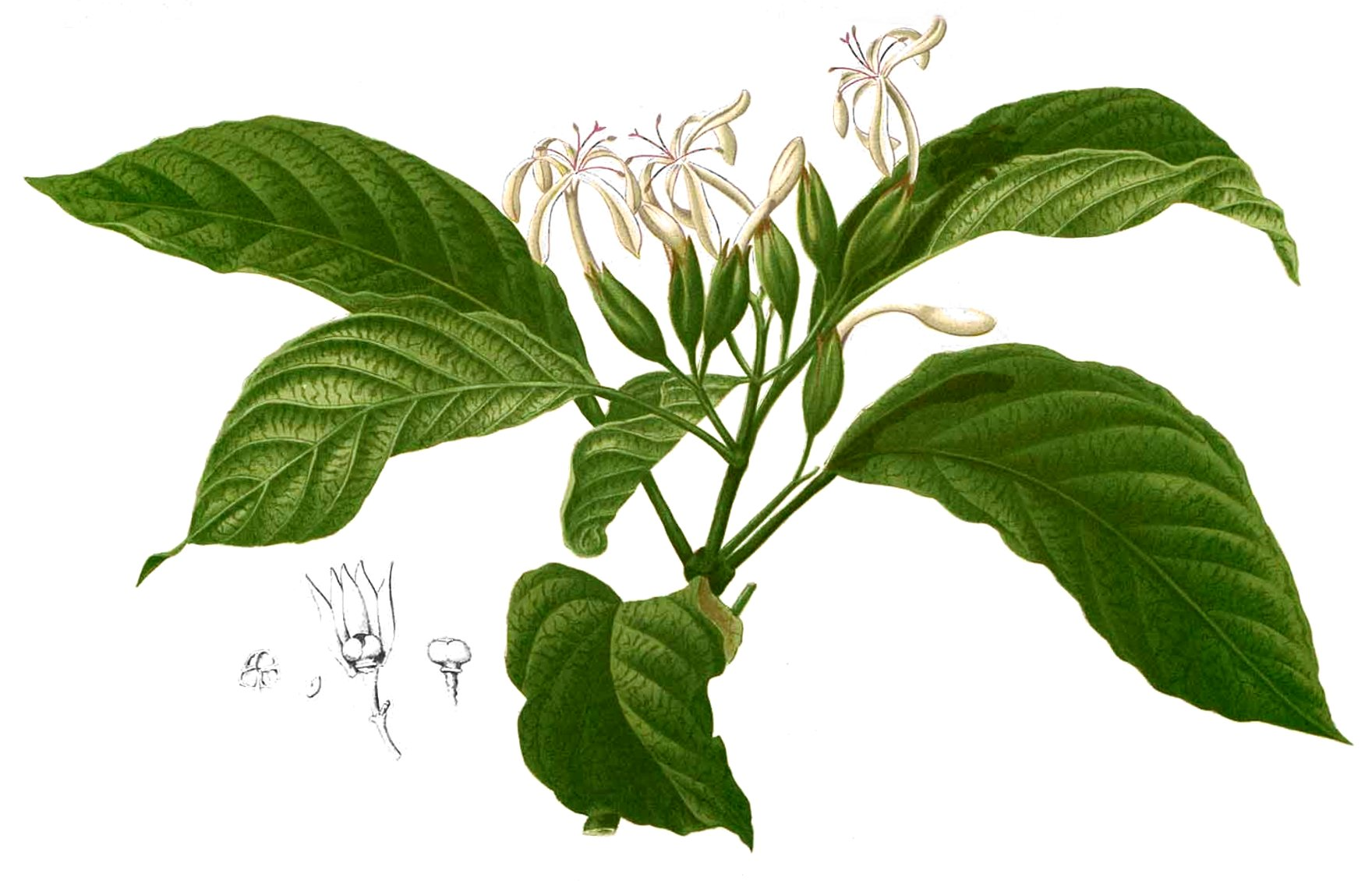
Illustration von Clerodendrum minahassae aus Blanco

## Systematik und Verbreitung
Die Gattung Clerodendrum wurde 1753 durch Carl von Linné in Species Plantarum, S. 637 aufgestellt. Typusart ist Clerodendrum infortunatum L. Synonyme für Clerodendrum L. sind: Volkmannia Jacq., Valdia Boehm., Torreya Spreng. nom. illeg., Tetraclea A.Gray, Siphoboea Baill., Siphonanthus L., Montalbania Neck., Marurang Adans., Egena Raf., Duglassia Houst., Cryptanthus Osbeck nom. rej., Cleianthus Lour. ex B.A.Gomes, Bellevalia Scop. nom. illeg., Archboldia E.Beer & H.J.Lam, Agricolaea Schrank, Adelosa Blume.
Die Gattung Clerodendrum wurde früher zur Familie Verbenaceae gestellt. Die Gattung Clerodendrum gehört zur Unterfamilie Ajugoideae innerhalb der Familie Lamiaceae.
Die nur noch etwa 150 Clerodendrum-Arten kommen nur in der Paläotropis vor. Einige Arten findet man auch in den gemäßigten Gebieten Asiens und Afrikas. In China gibt es etwa 34 Arten. Ein Zentrum der Artenvielfalt ist auch Madagaskar mit 60 bis 61 Arten, von denen nur drei auch außerhalb Madagaskars vorkommen. Meist wachsen die Arten in Wäldern oder Dickichten.
Mindestens seit 2010 sind die Autoren der Ansicht, dass die neotropischen Arten nicht mehr zu Clerodendrum gehören. Etwa acht neotropische Arten kommen allein in Kuba vor und die meisten von ihnen gehören seit 2016 zu den Gattungen Ovieda oder Volkameria.
Bei etwa 400 Arten und einer großen morphologischen Bandbreite stand die Gattung Clerodendrum s. l. schon immer im Verdacht, paraphyletisch oder polyphyletisch zu sein, und es ist immer wieder versucht worden, die Gattung aufzuteilen. Traditionell werden dabei zwei große Gruppen Clerodendrum L. s. str. und Cyclonema (Hochst.) Gürke unterschieden, je nach Autor auf Gattungs-Ebene oder darunter. Zusätzlich zu diesen wurden noch weitere kleinere Gruppen abgespalten.
Seit den 1990er-Jahren wurde durch Gensequenzanalysen (Molekularbiologie) gezeigt, dass Clerodendrum s. l. tatsächlich polyphyletisch ist. Viele Arten der Subtaxa Clerodendrum subg. Cyclonema (Hochst.) Gürke und Clerodendrum sect. Konocalyx (Thomas) Verdc. wurden in die reaktivierte Gattung Rotheca (etwa 33 Arten) gestellt. Allerdings ist Clerodendrum s.str. trotz der Abspaltung von Cyclonema weiterhin polyphyletisch. Seither wurden viele Arten in mehrere weitere Gattungen gestellt. Seit 2016 enthält die bisher monotypische Gattung Ovieda acht Arten. Wann die Gattung Clerodendrum s. str. monophyletisch ist, wird noch lange kontrovers diskutiert. So reduzierten sich die Artenzahlen von 400 bis 500 auf etwa 300 oder gar nur 150. Nahe verwandt sind auch die Gattungen Aegiphila (120 Arten), Amasonia (8 Arten), Kalaharia (2 Arten) und Tetraclea (1 Art). Bei einem Umfang von etwa 150 paläotropischen Arten ist Clerodendrum dann monophyletisch.
| - Clerodendrum abilioi R.Fern.: Sie kommt nur im nördlichen Mosambik vor. - Clerodendrum adenocalyx Dop: Sie kommt in Laos vor. - Clerodendrum adenophysum Hallier f.: Sie kommt im westlichen Malesien vor. - Clerodendrum africanum Moldenke: Sie kommt nur in KwaZulu-Natal vor. - Clerodendrum albiflos H.J.Lam: Sie kommt nur im westlichen Neuguinea vor. - Clerodendrum alboviolaceum Moldenke: Sie kommt im östlichen Madagaskar in den Provinzen Antsiranana, Fianarantsoa sowie Toamasina vor. - Clerodendrum andamanense (Moldenke) A.Rajendran & P.Daniel: Sie kommt nur auf den südlichen Andamanen vor. - Clerodendrum anomalum Letouzey: Sie kommt in Kamerun und in Gabun vor. - Clerodendrum apayaoense Quisumb.: Sie kommt auf den Philippinen vor. - Clerodendrum arenarium Baker: Sie kommt in Madagaskar in den Provinzen Antananarivo, Fianarantsoa, Mahajanga sowie Toamasina vor. - Clerodendrum atlanticum Jongkind: Sie kommt in Kamerun und in Gabun vor. - Clerodendrum aucubifolium Hemsl.: Sie kommt im nördlichen Madagaskar in den Provinzen Antsiranana sowie Toamasina vor. - Clerodendrum bakhuizenii Moldenke: Sie kommt nur auf der Insel Java vor. - Clerodendrum barba-felis Hallier f.: Sie kommt nur in Sarawak vor. - Clerodendrum baronianum Oliv.: Sie kommt im östlichen Madagaskar in den Provinzen Antsiranana sowie Toamasina vor. - Clerodendrum baumii Gürke: Sie kommt von der Demokratischen Republik Kongo bis Angola vor. - Clerodendrum bingaense S.Moore: Sie kommt in der Demokratischen Republik Kongo vor. - Clerodendrum bipindense Gürke: Sie kommt von Nigeria bis zum westlich-zentralen tropischen Afrika vor. - Clerodendrum boivinii Moldenke: Dieser Endemit kommt im nordöstlichen Madagaskar nur in der Provinz Antsiranana vor. - Clerodendrum bosseri Capuron: Dieser Endemit ist nur von einem Fundort im nördlichen Madagaskar in der Provinz Antsiranana bekannt. - Clerodendrum brachyanthum Schauer: Sie kommt im zentralen und östlichen Malesien vor. - Clerodendrum brachystemon C.Y.Wu & R.C.Fang: Sie gedeiht in offenen Wäldern entlang von Tälern in Höhenlagen von 800 bis 1400 Meter nur im Autonome Bezirk Xishuangbanna der Dai in der Provinz Yunnan und in Mêdog im Autonomen Gebiet Tibet. - Clerodendrum bracteatum Wall. ex Walp.: Sie kommt vom Himalaja bis ins südwestliche Malesien vor. - Clerodendrum brassii Beer & H.J.Lam: Sie kommt in Papua-Neuguinea vor. - Clerodendrum breviflorum Ridl.: Sie kommt in Malaysia vor. - Clerodendrum brooksii Ridl.: Sie kommt nur in Sumatra vor. - Clerodendrum brunfelsiiflorum Hallier f.: Sie kommt nur auf den Molukken vor. - Clerodendrum brunnescens Moldenke: Dieser Endemit ist nur von höchstens fünf Fundorten im zentralen Madagaskar in der Provinz Toamasina bekannt. - Clerodendrum buchananii (Roxb.) Walp.: Sie kommt von Malesien bis zu den Inseln im südwestlichen Pazifik vor. - Clerodendrum buchneri Gürke: Sie kommt von Tansania bis Angola vor. - Clerodendrum buettneri Gürke: Sie kommt von Nigeria bis zum westlichen und zentralen tropischen Afrika vor. - Herrlicher Losstrauch (Clerodendrum bungei Steud.) (Syn.: Clerodendrum yatschuense H.J.P.Winkl.): Er kommt von China bis Vietnam und auf Taiwan vor. Es gibt seit 1982 zwei Varietäten: - Clerodendrum bungei Steud. var. bungei: Sie kommt in weiten Teilen Chinas in Taiwan und in Vietnam vor. Sie ist in einigen Gebieten ein Neophyt. - Clerodendrum bungei var. megacalyx C.Y.Wu ex S.L.Chen: Sie wurde 1982 erstbeschrieben. Sie gedeiht an Waldrändern an Berghängen in Höhenlagen von etwa 1100 Metern in Sichuan. - Clerodendrum calamitosum L.: Sie kommt von Indochina bis Malesien vor. - Clerodendrum canescens Wall. ex Walp.: Sie kommt in Vietnam, im südlichen China und in Taiwan vor. - Clerodendrum capitatum (Willd.) Schumach. & Thonn.: Sie kommt vom tropischen Afrika bis Ägypten vor. - Clerodendrum carnosulum Baker: Sie kommt von Kamerun bis Angola vor. - Clerodendrum caryopteroides Moldenke: Sie kommt in Laos vor. - Clerodendrum cauliflorum Vatke: Sie ist nur von wenigen Fundorten in Madagaskar in der Provinz Antsiranana bekannt. - Clerodendrum cecil-fischeri A.Rajendran & P.Daniel: Sie kommt in Assam und in Myanmar vor. - Clerodendrum cephalanthum Oliv.: Sie kommt in sieben Unterarten im tropischen Afrika vor. - Clerodendrum ceramenae Moldenke: Sie kommt nur auf den Molukken vor. - Clerodendrum chamaeriphes Wernham: Sie kommt in Kamerun vor. - Clerodendrum chartaceum Moldenke (Clerodendrum bellum Moldenke): Sie kommt in Madagaskar in den Provinzen Antananarivo, Antsiranana, Fianarantsoa sowie Toamasina vor. - Lauben-Losstrauch oder Duftender Losstrauch (Clerodendrum chinense (Osbeck) Mabb., Syn.: Cryptanthus chinensis Osbeck, Volkmannia japonica Jacq., Volkameria fragrans Vent., Agricolaea fragrans (Vent.) Schrank, Clerodendrum fragrans Willd., Clerodendrum fragrans (Vent.) R.Br. nom. illeg., Clerodendrum philippinum Schauer, Clerodendrum macradenium Miq., Clerodendrum roseum Poit., Clerodendrum lasiocephalum C.B.Clarke, Ovieda fragrans (Vent.) Hitchc., Clerodendrum japonicum (Jacq.) Gandhi nom. illeg.): Er kommt vom südlichen China bis ins tropische Asien vor. - Clerodendrum chlorisepalum Merr. ex Moldenke: Sie kommt im nördlichen Vietnam vor. - Clerodendrum citrinum Ridl.: Sie kommt auf der malaiischen Halbinsel vor. - Clerodendrum cochinchinense Dop: Sie kommt von Kambodscha bis Vietnam vor. - Clerodendrum colebrookeanum Walp. (Syn.: Clerodendrum ixoriflorum Hassk., Clerodendrum colebrookianum var. denticulatum C.B.Clarke, Clerodendrum colebrookianum var. henryanum Moldenke): Sie ist vom tropischen bis subtropischen Asien verbreitet. - Clerodendrum comans Moldenke: Sie kommt in Madagaskar vor. - Clerodendrum condensatum Miq.: Sie kommt in Sumatra vor. - Clerodendrum confine S.L.Chen & T.D.Zhuang: Sie gedeiht im Dickicht in Höhenlagen von 1400 bis 2000 Metern in den chinesischen Provinzen Guizhou sowie Sichuan. - Clerodendrum confusum Hallier f.: Sie kommt in Malesien und auf den Salomonen vor. - Clerodendrum corbisieri De Wild.: Sie kommt nur in der südlichen Demokratischen Republik Kongo vor. - Clerodendrum cordatum D.Don (Syn.: Clerodendrum affine Griff., Clerodendrum castaneifolium Klotzsch nom. illeg., Clerodendrum depauperatum Wall. ex Steud., Clerodendrum infortunatum Gaertn. nom. illeg., Clerodendrum pubescens Lindl.): Sie kommt vom tropischen Asien bis ins südliche China vor. - Clerodendrum costatum R.Br.: Sie kommt von Papua-Neuguinea bis ins nördliche Australien vor. - Clerodendrum cyrtophyllum Turcz.: Seit 1982 gibt es zwei Varietäten: - Clerodendrum cyrtophyllum Turcz. var. cyrtophyllum: Sie ist in Korea, Malaysia, Vietnam, Taiwan und in den chinesischen Provinzen Anhui, Fujian, Guangdong, Guangxi, Guizhou, Hainan, Henan, Hubei, Hunan, Jiangxi, Sichuan, Yunnan sowie Zhejiang verbreitet. - Clerodendrum cyrtophyllum var. kwangsiense S.L.Chen & T.D.Zhuang: Sie wurde 1982 aus Guangxi erstbeschrieben. Sie gedeiht im Dickicht an Berghängen in Höhenlagen von 500 bis 1000 Metern. - Clerodendrum cumingianum Schauer: Sie kommt auf den Philippinen vor. - Clerodendrum curranii Elmer: Sie kommt auf den Philippinen vor. - Clerodendrum curtisii N.E.Br.: Sie kommt auf der malaiischen Halbinsel vor. - Clerodendrum cuspidatum Turcz.: Sie kommt in Kolumbien vor. - Clerodendrum cyrtophyllum Turcz.: Sie kommt in zwei Varietäten vom südlichen China bis Korea und Vietnam vor. - Clerodendrum dauphinense Moldenke: Sie kommt in Madagaskar vor. - Clerodendrum decaryi Moldenke: Dieser Endemit ist nur von einem Fundort in Madagaskar in der Provinz Toamasina bekannt. - Clerodendrum deflexum Wall.: Sie kommt vom südlichen Indochina bis ins westliche Malesien vor. - Clerodendrum dembianense Chiov.: Sie kommt von Eritrea bis Tansania vor. - Clerodendrum densiflorum Griff.: Sie kommt in Myanmar vor. - Clerodendrum dependens Aug.DC. (Syn.: Clerodendrum filipes Moldenke): Sie kommt im östlichen Madagaskar in den Provinzen Antsiranana, Mahajanga, Toamasina vor. - Clerodendrum dewittei Moldenke: Sie kommt in der Demokratischen Republik Kongo vor. - Clerodendrum dinklagei Gürke: Sie kommt in Kamerun vor. - Clerodendrum disparifolium Blume: Sie kommt von Thailand bis ins westliche Malesien vor. - Clerodendrum dusenii Gürke: Sie kommt von Togo bis ins nördliche Angola vor. - Clerodendrum ekmanii Moldenke: Sie kommt von Paraguay bis ins nordöstliche Argentinien vor. - Clerodendrum elbertii Hallier f.: Dieser Endemit kommt nur auf der Insel Sumbawa vor. - Clerodendrum elliotii Moldenke: Sie ist von höchstens fünf Fundorten im zentralen Madagaskar in den Provinzen Fianarantsoa sowie Toamasina bekannt. - Clerodendrum elliptifolium Merr.: Sie kommt auf den Philippinen vor. - Clerodendrum emirnense Bojer ex Hook.: Sie kommt in Madagaskar in den Provinzen Antananarivo, Mahajanga sowie Toamasina vor. - Clerodendrum erectum De Wild.: Sie kommt von der Demokratischen Republik Kongo und der Republik Kongo bis Sambia vor. - Clerodendrum ervatamioides C.Y.Wu: Sie gedeiht in Mischwäldern an Berghängen in Höhenlagen von 100 bis 700 Metern in Yunnan vor. - Clerodendrum eucalycinum Oliv.: Sie kommt in Madagaskar in den Provinzen Fianarantsoa, Mahajanga, Toamasina vor. - Clerodendrum eupatorioides Baker: Sie kommt in Kamerun vor. - Clerodendrum excavatum De Wild.: Sie kommt im tropischen West- und Zentralafrika vor. - Clerodendrum farafanganense Moldenke: Sie kommt im südöstlichen Madagaskar in den Provinzen Fianarantsoa sowie Toliara vor. - Clerodendrum fasciculatum B.Thomas: Sie kommt in Tansania vor. - Clerodendrum fastigiatum (Hunter ex Ridl.) H.J.Lam: Sie kommt im westlichen und zentralen Malesien vor. - Clerodendrum finetii Dop: Sie kommt in Kambodscha vor. - Clerodendrum fistulosum Becc.: Sie kommt in Borneo vor. - Clerodendrum flavum Merr.: Sie kommt auf den Philippinen vor. - Clerodendrum floribundum R.Br. non hort. ex Schau: Es gibt fünf Varietäten: - Clerodendrum floribundum var. angustifolium Moldenke: Sie kommt im nördlichen bis östlichen Australien vor. - Clerodendrum floribundum var. attenuatum (R.Br.) Moldenke: Sie kommt in Papua-Neuguinea und im nördlichen bis östlichen Australien vor. - Clerodendrum floribundum var. coriaceum (R.Br.) Moldenke: Sie kommt in Papua-Neuguinea und im nördlichen Australien vor. - Clerodendrum floribundum R.Br. var. floribundum: Sie kommt in Neuguinea und im nördlichen bis östlichen Australien vor. - Clerodendrum floribundum var. ovatum (R.Br.) Domin: Sie kommt in Papua-Neuguinea und im nördlichen Australien vor. - Clerodendrum formicarum Gürke: Sie kommt im tropischen Afrika bis Ägypten vor. - Clerodendrum fortunatum L.: Sie kommt in den chinesischen Provinzen Fujian, Guangdong, Guangxi sowie Jiangxi von Vietnam bis Java vor. - Clerodendrum friesii K.Schum.: Sie kommt in Papua-Neuguinea vor. - Clerodendrum frutectorum S.Moore: Sie kommt von Tansania bis Simbabwe vor. - Clerodendrum fugitans Wernham: Sie kommt in Kamerun vor. - Clerodendrum fuscum Gürke: Sie kommt von Gabun bis Uganda und dem nördlichen Angola vor. - Clerodendrum galeatum Balf. f.: Dieser Endemit kommt auf Sokotra vor. - Clerodendrum garrettianum Craib: Sie kommt in Laos sowie Thailand und vom südlichen bis ins südwestliche Yunnan vor. - Clerodendrum gaudichaudii Dop: Sie kommt in Vietnam vor. - Clerodendrum geoffrayi Dop: Sie kommt in Kambodscha vor. - Clerodendrum gibbosum Moldenke: Sie kommt im östlichen Madagaskar vor. - Clerodendrum glandulosum Lindl. - Clerodendrum globosum Moldenke: Sie kommt in Madagaskar vor. - Clerodendrum globuliflorum B.Thomas: Sie kommt von Nigeria bis ins westliche und zentrale tropische Afrika vor. - Clerodendrum godefroyi Kuntze: Sie kommt in Indochina vor. - Clerodendrum grayi Munir: Sie kommt in Queensland vor. - Clerodendrum grevei Moldenke: Sie kommt im westlichen Madagaskar vor. - Clerodendrum griffithianum C.B.Clarke: Sie kommt von Assam über Myanmar bis ins südliche Yunnan vor. - Clerodendrum haematolasium Hallier f.: Sie kommt in Thailand, Malaysia und Borneo vor. - Clerodendrum hahnianum Dop: Sie kommt in Kambodscha vor. - Clerodendrum hainanense Hand.-Mazz.: Sie gedeiht in Wäldern an Berghängen in Höhenlagen von 200 bis 900 Meter in den chinesischen Provinzen Hainan sowie Guangxi. - Clerodendrum harmandianum Dop: Sie kommt in Vietnam vor. - Clerodendrum hastatum (Roxb.) Lindl.: Sie kommt vom südlichen Bhutan bis ins nördliche Bangladesh vor. - Clerodendrum hendersonii Moldenke: Sie kommt in Malaysia vor. - Clerodendrum henryi C.Pei: Dieser Endemit gedeiht in Wäldern an Berghängen oder entlang von Tälern in Höhenlagen von 700 bis 1200 Metern nur im südwestlichen Yunnan. - Clerodendrum hettae Hallier f.: Sie kommt nur auf den Kleinen Sundainseln vor. - Clerodendrum hexangulatum B.Thomas: Sie kommt in Kamerun vor. - Clerodendrum hildebrandtii Vatke: Sie kommt in zwei Varietäten vom südlichen Somalia bis zum nördlichen Mosambik vor. - Clerodendrum hircinum Schauer: Sie kommt in Madagaskar vor. - Clerodendrum hispidum M.R.Hend.: Sie kommt in Thailand und in Malaysia vor. - Clerodendrum hiulcum Moldenke: Sie kommt im östlichen Madagaskar vor. - Clerodendrum horsfieldii Miq.: Sie kommt nur in Java vor. - Clerodendrum humbertii Moldenke: Sie kommt im südwestlichen Madagaskar vor. - Clerodendrum inaequipetiolatum R.D.Good: Sie kommt von Kamerun bis ins nördliche Angola vor. - Clerodendrum indicum (L.) Kuntze: Sie kommt vom Indischen Subkontinent über Indochina bis zu den chinesischen Provinzen Guangdong sowie Yunnan und ins westliche Malesien weitverbreitet. Sie ist in vielen tropischen Gebieten ein Neophyt. - Clerodendrum infortunatum L. (Syn.: Clerodendrum viscosum Vent. nom. superfl., Volkameria infortunata (L.) Roxb., Ovieda infortunata (L.) Baill., Clerodendrum calycinum Turcz.): Sie kommt vom südlichen Indien bis Indochina und Malaysia vor. - Clerodendrum ingratum K.Schum. & Lauterb.: Sie kommt in Malesien vor. - Clerodendrum insolitum Moldenke: Sie kommt im östlichen Madagaskar vor. - Clerodendrum intermedium Cham.: Sie kommt vom südlichen Taiwan bis Malesien vor. - Clerodendrum involucratum Vatke: Sie kommt in Madagaskar vor. - Clerodendrum japonicum (Thunb.) Sweet (Syn.: Volkameria japonica Thunb.): Seit 2011 gibt es zwei Varietäten: - Clerodendrum japonicum var. bethuneanum (H.Low) Wearn & Mabb. (Syn.: Clerodendrum bethuneanum H.Low, Clerodendrum squamatum var. bethuneanum (H.Low) Bakh.): Sie hat seit 2011 den Rang einer Varietät. Sie kommt auf Borneo und auf den Philippinen vor. - Clerodendrum japonicum var. japonicum (Syn.: Clerodendrum coccineum (Loisel.) D.Dietr., Clerodendrum coccineum H.J.Lam, Clerodendrum darrisii H.Lév., Clerodendrum dentatum (Roxb.) Steud., Clerodendrum esquirolii H.Lév. nom. illeg., Clerodendrum illustre N.E.Br., Clerodendrum imperialis Carrière, Clerodendrum kaempferi (Jacq.) Siebold ex Hassk., Clerodendrum leveillei Fedde ex H.Lév., Clerodendrum squamatum Vahl, Clerodendrum speciosum Teijsm. & Binn. ex Wigman nom. illeg., Clerodendrum japonicum var. album C.Pei): Sie ist im tropischen und subtropischen Asien weitverbreitet. - Clerodendrum johnstonii Oliv.: Es gibt seit 1992 zwei Unterarten: - Clerodendrum johnstonii Oliv. subsp. johnstonii (Syn.: Clerodendrum murigono Chiov.): Sie kommt vom südwestlichen Äthiopien über Somalia, den Sudan, Burundi, Ruanda, die Demokratische Republik Kongo, Kenia, Tansania, Uganda und Malawi bis Sambia vor. - Clerodendrum johnstonii subsp. marsabitense Verdc.: Sie wurde 1992 erstbeschrieben und kommt in Kenia und im nördlichen Tansania vor. - Clerodendrum johorense Moldenke: Sie kommt in Malaysia vor. - Clerodendrum kaichianum P.S.Hsu: Sie gedeiht in Tälern in Höhenlagen von 500 bis 1300 Metern in den chinesischen Provinzen Anhui, Fujian, Jiangxi sowie Zhejiang. - Clerodendrum kalaotoense H.J.Lam: Sie kommt in Sulawesi vor. - Clerodendrum kamhyoae Phillipson & L.Allorge: Sie wurde 2016 aus Madagaskar erstbeschrieben. Sie ist bisher nur von fünf Fundorten in der Provinz Antsiranana bekannt. - Clerodendrum kampotense Dop: Sie kommt in Kambodscha vor. - Clerodendrum kanichi De Wild.: Sie kommt in der Demokratischen Republik Kongo vor. - Clerodendrum katangensis De Wild.: Sie kommt nur in der südlichen Demokratischen Republik Kongo vor. - Clerodendrum kauderni Moldenke: Sie kommt im westlichen Madagaskar vor. - Clerodendrum kiangsiense Merr. ex H.L.Li: Sie gedeiht in Wäldern in Höhenlagen von 100 bis 400 Metern in den chinesischen Provinzen Jiangxi sowie Zhejiang. - Clerodendrum kinabaluense Stapf: Sie kommt im nördlichen Borneo vor. - Clerodendrum klemmei Elmer: Sie kommt auf den Philippinen vor. - Clerodendrum kwangtungense Hand.-Mazz.: Sie gedeiht in Wäldern und an Waldrändern in Höhenlagen von 600 bis 1300 Metern in den chinesischen Provinzen nördliches Guangdong, nordöstliches Guangxi, nordöstliches Guizhou, Hunan sowie Yunnan. Sie wird als Heilpflanze verwendet. - Clerodendrum laciniatum Balf. f.: Dieser Endemit kommt nur auf Rodrigues im Indischen Ozean vor. - Clerodendrum laevifolium Blume (Syn.: Clerodendrum nutans Wall. ex D.Don nom. illeg., Clerodendrum ellipticum Zipp. ex Span., Clerodendrum wallichii Merr.): Sie kommt von Pakistan bis Malaysia und von Java bis zu den Kleinen Sundainseln vor. - Clerodendrum lanceoliferum S.Moore: Sie kommt auf Sumatra vor. - Clerodendrum lanessanii Dop: Sie kommt in Vietnam vor. - Clerodendrum lankawiense King & Gamble: Sie kommt von Indochina bis Malaysia vor. - Clerodendrum lanuginosum Blume: Sie kommt vom nördlichen Borneo bis zu den Molukken vor. - Clerodendrum lastellei Moldenke: Sie kommt in Madagaskar vor. - Clerodendrum laxiflorum Baker: Sie kommt in Madagaskar vor. - Clerodendrum lecomtei Dop: Sie kommt in Vietnam vor. - Clerodendrum leparense Moldenke: Sie kommt in Malesien vor. - Clerodendrum leprieuri Moldenke: Sie kommt in Gambia vor. - Clerodendrum leucobotrys Breteler: Sie kommt im nordwestlichen Gabun vor. - Clerodendrum leucophloeum Balf. f.: Dieser Endemit kommt nur auf Sokotra vor. - Clerodendrum lindleyi Decne. ex Planch.: Sie kommt vom östlichen Himalaja bis zu den chinesischen Provinzen Anhui, Fujian, Guangdong, Guangxi, Guizhou, Hunan, Jiangsu, Jiangxi, Sichuan, Yunnan sowie Zhejiang vor. Sie wird als Heilpflanze verwendet. - Clerodendrum lloydianum Craib: Sie kommt in Indochina vor. - Clerodendrum longiflorum Decne.: Sie kommt in zwei Varietäten von Neuguinea bis ins nördliche Australien und auf den Kleinen Sundainseln vor. - Clerodendrum longilimbum C.Pei: Sie kommt in Vietnam und in den chinesischen Provinzen westliches Guangxi sowie südliches Yunnan vor. - Clerodendrum longisepalum Dop: Sie kommt in Indochina vor. - Clerodendrum lutambense Verdc.: Sie kommt vom südlichen Tansania bis ins nördliche Mosambik vor. - Clerodendrum luteopunctatum C.Pei & S.L.Chen: Sie gedeiht im Dickicht an Berghängen und entlang von Straßen in Höhenlagen von 600 bis 1200 Metern in den chinesischen Provinzen Guizhou, Hubei sowie Sichuan. - Clerodendrum luzoniense Merr.: Sie kommt auf den Philippinen vor. - Clerodendrum mabesae Merr.: Sie kommt auf den Philippinen vor. - Clerodendrum macrocalycinum Baker: Sie kommt in Madagaskar vor. - Clerodendrum macrocalyx H.J.Lam: Sie kommt auf den Philippinen vor. - Clerodendrum macrostachyum Turcz. (Syn.: Clerodendrum subscaposum Hemsl.): Sie kommt von Assam über Myanmar, Thailand, China und Vietnam bis vielleicht ins westliche Malesien vor. - Clerodendrum macrostegium Schauer: Sie kommt im westlichen und im zentralen Malesien vor. - Clerodendrum madagascariense Moldenke: Sie kommt im zentralen Madagaskar vor. - Clerodendrum magnificum Warb.: Sie kommt in Neuguinea vor. - Clerodendrum magnoliifolium Baker: Sie kommt im zentralen Madagaskar vor. - Clerodendrum mananjariense Moldenke: Sie kommt im östlichen Madagaskar vor. - Clerodendrum mandarinorum Diels: Sie kommt in Vietnam und in den chinesischen Provinzen Guangdong, Guangxi, Guizhou, Hubei, Hunan, Jiangxi, Sichuan sowie Yunnan vor. Sie wird als Heilpflanze verwendet. - Clerodendrum mandrarense Moldenke: Sie kommt im östlichen Madagaskar vor. - Clerodendrum mannii Baker: Sie kommt von Kamerun bis Gabun vor. - Clerodendrum manombense Moldenke: Sie kommt im südwestlichen Madagaskar vor. - Clerodendrum margaritense Moldenke: Sie kommt auf den venezolanischen Antillen vor. - Clerodendrum melanocrater Gürke: Sie kommt von Nigeria bis zum südlichen Sudan und bis Tansania vor. - Clerodendrum membranifolium H.J.Lam: Sie kommt auf den Molukken vor. - Clerodendrum micans Gürke: Sie kommt im zentralen Madagaskar vor. - Clerodendrum microcalyx Ridl.: Sie kommt in Sumatra vor. - Clerodendrum mildbraedii B.Thomas: Sie kommt in Kamerun vor. - Clerodendrum minahassae Teijsm. & Binn. (Syn.: Clerodendrum blancoi Náves ex Fern.-Vill., Siphoboea commersonii Baill., Clerodendrum minahassae var. grandicalyx Moldenke): Diese Art aus dem westlichen bis zentralen Malesien besitzt sogenannte Wasserkelche, d. h. der Kelch ist während des Knospenstadiums der Blüte prall mit Wasser gefüllt. - Clerodendrum mindorense Merr.: Sie kommt auf den Philippinen vor. - Clerodendrum moramangense Moldenke: Sie kommt im zentralen Madagaskar vor. - Clerodendrum morigono Chiov.: Sie kommt in Kenia vor. - Clerodendrum multibracteatum Merr.: Sie kommt auf den Philippinen vor. - Clerodendrum myrianthum Mildbr.: Sie kommt in Tansania vor. - Clerodendrum myrmecophilum Ridl. (Syn.: Clerodendrum macrophyllum var. myrmecophilum (Ridl.) Bakh., Clerodendrum phyllomega var. myrmecophilum (Ridl.) Moldenke, Clerodendrum brookeanum W.W.Sm.): Diese Art kommt von Thailand, Singapur bis Malesien vor. Sie geht eine Symbiose mit Ameisen ein. Diese wohnen in den hohlen Stängelgliedern. Als Ein- und Ausgänge bildet die Pflanze hornartige Auswüchse mit dünnwandigen Stellen, die von den Ameisen durchbrochen werden müssen (Myrmekophylaxis). - Clerodendrum myrtifolium Moldenke: Sie kommt im westlichen Madagaskar vor. - Clerodendrum nhatrangense Dop: Sie kommt in Vietnam vor. - Clerodendrum nicolsonii A.Rajendran & P.Daniel: Sie kommt in Assam vor. - Clerodendrum nutans Wall. ex Jack: Sie kommt von Bangladesch bis ins westliche Malesien vor. - Clerodendrum oblongifolium Kochummen: Sie kommt in Malaysia vor. - Clerodendrum ohwii Kaneh. & Hatus.: Sie kommt in Taiwan vor. - Clerodendrum palmatolobatum Dop: Sie kommt in Indochina vor. - Rispenblütiger Losstrauch (Clerodendrum paniculatum L. (Syn.: Volkameria angulata Lour., Clerodendrum diversifolium Vahl, Volkameria diversifolia Vahl, Clerodendrum pyramidale Andrews, Cleianthus coccineus Lour. ex B.A.Gomes, Clerodendrum paniculatum var. diversifolium (Vahl) C.B.Clarke)): Er ist im tropischen bis subtropischen Asien und in Malesien weitverbreitet und ist in einigen Gebieten ein Neophyt. Er wird als Zierpflanze verwendet. - Clerodendrum parvitubulatum B.Thomas: Sie kommt in Kamerun vor. - Clerodendrum parvulum L.S.Sm.: Sie kommt im nördlichen Queensland vor. - Clerodendrum paucidentatum Moldenke: Sie kommt im westlichen Madagaskar vor. - Clerodendrum pauciflorum Moldenke: Sie kommt im östlichen Madagaskar vor. - Clerodendrum peii Moldenke: Sie gedeiht in Wäldern entlang von Fließgewässern und an Straßenrändern in Höhenlagen von 1400 bis 2400 Metern im südlichen Yunnan. - Clerodendrum peregrinum Moldenke: Sie kommt im westlichen Madagaskar vor. - Clerodendrum perrieri Moldenke: Sie kommt in Madagaskar vor. - Clerodendrum petasites (Lour.) S.Moore: Sie kommt in Vietnam vor. - Clerodendrum petunioides Baker: Sie kommt im zentralen Madagaskar vor. - Clerodendrum philippinense Elmer: Sie kommt auf den Philippinen vor. - Clerodendrum phlomidis L. f.: Sie kommt auf den indischen Subkontinent und in Java vor. - Clerodendrum phyllomega Steud.: Sie kommt im westlichen Malesien vor. - Clerodendrum pierreanum Dop: Sie kommt in Vietnam vor. - Clerodendrum pleiosciadium Gürke: Sie kommt von Tansania bis ins südliche Afrika vor. - Clerodendrum poggei Gürke: Sie kommt von Kamerun bis Äthiopien und bis ins nördliche Angola vor. - Clerodendrum polyanthum Gürke: Sie kommt in Tansania vor. - Clerodendrum polycephalum Baker: Sie kommt vom tropischen Westafrika bis Kamerun vor. - Clerodendrum porphyrocalyx K.Schum. & Lauterb.: Sie kommt in Malesien vor. - Clerodendrum praetervisa Guinea: Sie kommt in Äquatorialguinea vor. - Clerodendrum premnoides Moldenke: Sie kommt im westlichen Madagaskar vor. - Clerodendrum preslii Elmer: Sie kommt auf den Philippinen vor. - Clerodendrum puberulum Merr.: Sie kommt im zentralen Malesien vor. - Clerodendrum pubifolium Quisumb. & Merr.: Sie kommt auf den Philippinen vor. - Clerodendrum pusillum Gürke: Sie kommt von Tansania bis ins südliche tropische Afrika vor. - Clerodendrum putre Schauer: Sie kommt in Madagaskar vor. - Clerodendrum pygmaeum Merr.: Sie kommt in Sabah vor. - Clerodendrum pynaertii De Wild.: Sie kommt in Zaire vor. - Clerodendrum pyrifolium Baker: Sie kommt in Madagaskar vor. - Clerodendrum quadriloculare (Blanco) Merr.: Sie kommt von den Philippinen bis Neuguinea vor. - Clerodendrum ramosissimum Baker: Sie kommt im zentralen Madagaskar vor. - Clerodendrum revolutum Bosser: Sie kommt in Madagaskar vor. - Clerodendrum ridleyi King & Gamble: Sie kommt im westlichen Malesien vor. - Clerodendrum riedelii Oliv.: Sie kommt in Sulawesi vor. - Clerodendrum ringoetii De Wild.: Sie kommt in Zaire vor. - Clerodendrum robecchii Chiov.: Sie kommt vom östlichen Äthiopien bis ins nordöstliche Kenia vor. - Clerodendrum robustum Klotzsch: Sie kommt in drei Varietäten im östlichen und südlichen tropischen Afrika vor. - Clerodendrum roseiflorum Moldenke: Sie kommt im zentralen Madagaskar vor. - Clerodendrum rotundifolium Oliv.: Sie kommt von Kamerun bis zum südlichen Sudan und bis Mosambik vor. - Clerodendrum rubellum Baker: Sie kommt in Madagaskar vor. - Clerodendrum rumphianum de Vriese: Sie kommt in Malesien vor. - Clerodendrum rusbyi Moldenke: Sie kommt in Brasilien vor. - Clerodendrum sahelangii Koord. ex Bakh.: Sie kommt von Sulawesi bis Neuguinea vor. - Clerodendrum sakaleonense Moldenke: Sie kommt in Madagaskar vor. - Clerodendrum sarawakanum H.J.Lam: Sie kommt im südlichen Sarawak vor. - Clerodendrum sassandrense Jongkind: Sie kommt von Liberia bis zur Elfenbeinküste vor. - Clerodendrum sayapense Wearn: Sie kommt in Sabah vor. - Clerodendrum schmidtii C.B.Clarke: Sie kommt in Indochina vor. - Clerodendrum schweinfurthii Gürke: Sie kommt im tropischen Afrika vor. - Clerodendrum scopiferum Miq.: Sie kommt im westlichen Malesien vor. - Clerodendrum sessilifolium Moldenke: Sie kommt in Zaire vor. - Clerodendrum silvanum Henriq.: Sie kommt im tropischen Afrika vor. - Clerodendrum silvestre B.Thomas: Sie kommt in Kamerun und in Zaire vor. - Clerodendrum singalense Miq.: Sie kommt in Sumatra vor. - Clerodendrum singwanum B.Thomas: Sie kommt in Kamerun vor. - Clerodendrum sinuatum Hook.: Sie kommt in Westafrika und im westlich-zentralen tropischen Afrika vor. - Clerodendrum smitinandii Moldenke: Sie kommt in Indochina vor. - Prächtiger Losbaum (Clerodendrum speciosissimum Drapiez): Er kommt ursprünglich von Malesien bis Vanuatu vor. - Clerodendrum ×speciosum Dombrain = Clerodendrum splendens × Clerodendrum thomsoniae - Clerodendrum splendens G.Don: Sie kommt vom tropischen Westafrika bis Angola vor. - Clerodendrum subpeltatum Wernham: Sie kommt in Kamerun vor. - Clerodendrum subreniforme Gürke: Sie kommt in Zaire vor. - Clerodendrum subtruncatum Moldenke: Sie kommt im südwestlichen Madagaskar vor. - Clerodendrum sumatranum Moldenke: Sie kommt in Sumatra vor. - Clerodendrum sylvae Adain: Sie kommt in Guinea vor. - Clerodendrum sylvestre Moldenke: Sie kommt in Madagaskar vor. - Clerodendrum tanganyikense Baker: Sie kommt vom südwestlichen Uganda bis ins östliche Angola vor. - Clerodendrum tatei (F.Muell.) Munir: Sie kommt im australischen Northern Territory vor. - Clerodendrum ternatum Schinz: Sie kommt von Kenia bis ins südliche Afrika vor. - Kletternder Losstrauch (Clerodendrum thomsoniae Balf. f., Syn.: Clerodendrum thomsoniae var. balfourii B.D.Jacks. ex Dombrain, Clerodendrum balfourii (B.D.Jacks. ex Dombrain) Dombrain, Clerodendrum delectum Pynaert): Diese kletternde Art kommt aus dem tropischen Westafrika und wird wegen ihrer roten Blütenkronen und den reinweißen Kelchen als Zierpflanze verwendet. - Clerodendrum thyrsoideum Gürke: Sie kommt vom tropischen Westafrika bis zum südwestlichen Tschad vor. - Clerodendrum tibetanum C.Y.Wu & S.K.Wu: Sie gedeiht in Mischwäldern an Berghängen in Höhenlagen von etwa 900 Metern in Tibet vor. - Clerodendrum tomentellum Hutch. & Dalziel: Sie kommt in Nigeria vor. - Clerodendrum tomentosum (Vent.) R.Br.: Sie kommt in drei Varietäten von Neuguinea bis ins nördliche und östliche Australien vor. - Clerodendrum tonkinense Dop: Sie kommt in Vietnam vor. - Clerodendrum toxicarium Baker: Sie kommt im südlichen tropischen Afrika vor. - Clerodendrum tracyanum (F.Muell.) Benth.: Sie kommt von Borneo bis ins nördliche Queensland vor. - Clerodendrum trichanthum Bosser: Sie kommt in Madagaskar vor. - Clerodendrum tricholobum Gürke: Sie kommt von Kenia bis Mosambik vor. - Clerodendrum trichotomum Thunb. (Syn.: Clerodendrum fargesii Dode, Clerodendrum koshunense Hayata, Clerodendrum serotinum Carrière, Clerodendrum yakusimense (Nakai) Nakai, Clerodendrum trichotomum var. esculentum Makino, Clerodendrum trichotomum var. fargesii (Dode) Rehder, Clerodendrum trichotomum var. ferrugineum Nakai, Clerodendrum trichotomum var. tomentosum Moldenke, Clerodendrum trichotomum var. villosum P.S.Hsu): Es werden keine Subtaxa akzeptiert. Sie ist in weiten Teilen Chinas und vom gemäßigten Ostasien bis zu den nördlichen Philippinen verbreitet. Dieser frostharte, kleine Baum besitzt weiße, duftende Blütenkronen und scharf gerippte Kelche, die bei Fruchtreife dick und rot werden. Er wird auch in Europa manchmal als Zierpflanze verwendet. - Clerodendrum triflorum Vis. (Syn.: Clerodendrum harnierianum Schweinf.): Sie kommt im Sudan und im westlichen Äthiopien vor. - Clerodendrum tubulosum Moldenke: Sie kommt im östlichen Madagaskar vor. - Clerodendrum umbellatum Poir.: Sie kommt vom tropischen Westafrika bis Tansania und Äthiopien vor. - Clerodendrum umbratile King & Gamble: Sie kommt vom östlichen Himalaja bis ins westliche Malesien vor. - Clerodendrum urticifolium (Roxb.) Wall.: Sie kommt von Indien bis ins zentrale Malesien vor. - Clerodendrum utakwense Wernham: Sie kommt im westlichen Neuguinea vor. - Clerodendrum vanoverberghii Merr.: Sie kommt auf den Philippinen vor. - Clerodendrum villosicalyx Moldenke: Sie kommt im östlichen Madagaskar vor. - Clerodendrum villosum Blume: Sie kommt vom tropischen Asien bis Yunnan vor. - Clerodendrum vinosum Moldenke: Sie kommt im östlichen Madagaskar vor. - Clerodendrum volubile P.Beauv.: Sie kommt im tropischen Afrika vor. - Clerodendrum wallii Moldenke: Sie kommt in Uganda vor. - Clerodendrum welwitschii Gürke: Sie kommt von Nigeria bis ins südliche tropische Afrika und in Somalia vor. - Clerodendrum wenzelii Merr.: Sie kommt auf den Philippinen vor. - Clerodendrum williamsii Elmer: Sie kommt auf den Philippinen vor. - Clerodendrum yunnanense Hu: Es gibt seit 1982 zwei Varietäten: - Clerodendrum yunnanense var. linearilobum S.L.Chen & G.Y.Sheng: Sie wurde 1982 erstbeschrieben. Sie gedeiht im Dickicht entlang von Fließgewässern in Höhenlagen von 2000 bis 2300 Metern in Yunnan. - Clerodendrum yunnanense Hu var. yunnanense: Sie gedeiht im Dickicht an Berghängen und in Tälern in Höhenlagen von 2000 bis 3000 Metern im südwestlichen Sichuan sowie in Yunnan. Nicht mehr zur Gattung Clerodendrum gehören Arten, die heute zu den Gattungen Volkameria (25 bis 30 Arten), Rotheca und zur Gattung Ovieda gehören: - Clerodendrum acerbianum (Vis.) B.D.Jacks. → Volkameria acerbiana Vis.: Sie ist im tropischen Afrika verbreitet. - Clerodendrum aggregatum Gürke → Volkameria aggregata (Gürke) Mabb. & Y.W.Yuan: Sie ist im tropischen Afrika verbreitet. - Clerodendrum anafense Britton & P.Wilson, Clerodendrum denticulatum Moldenke → Ovieda anafensis (Britton & P.Wilson) I.E.Méndez: Sie kommt nur in Kuba vor. - Clerodendrum brachypus Urb., Clerodendrum cubense var. brachypus (Urb.) Kereszty → Ovieda brachypus (Urb.) I.E.Méndez - Clerodendrum calcicola Britton → Ovieda calcicola (Britton) I.E.Méndez: Dieser Endemit gedeiht nur in immergrünen Küstenwäldern im westlichen Kuba. - Clerodendrum costaricense Standl. → Volkameria costaricensis (Standl.) Mabb. & Y.W.Yuan: Sie kommt im karibischen Raum vor. - Clerodendrum coulteri (A.Gray) Govaerts → Tetraclea coulteri A.Gray: Sie kommt von den Vereinigten Staaten bis ins nordöstliche Mexiko vor. - Clerodendrum cubense Schauer, Clerodendrum lindenianum A.Rich., Clerodendrum nipense Urb. → Ovieda cubensis (Schauer) I.E.Méndez: Sie kommt nur in Kuba vor. - Clerodendrum eriophyllum Gürke → Volkameria eriophylla (Gürke) Mabb. & Y.W.Yuan: Sie ist im tropischen Afrika verbreitet. - Clerodendrum glabrum E.Mey. → Volkameria glabra (E.Mey.) Mabb. & Y.W.Yuan: Sie kommt in Südafrika vor. - Clerodendrum grandiflorum (Hook.) Schauer, Clerodendrum sagrae Schauer → Ovieda grandiflora (Hook.) I.E.Méndez: Sie kommt im westlichen Kuba vor. - Clerodendrum heterophyllum (Poir.) R.Br. → Volkameria heterophylla Poir. - Clerodendrum inerme (L.) Gaertn. → Volkameria inermis L.: Sie ist im tropischen Asien und auf pazifischen Inseln verbreitet. - Clerodendrum ligustrinum (Jacq.) R.Br. → Volkameria ligustrina Jacq.: Sie ist in der Neotropis verbreitet. - Clerodendrum lindemuthianum Vatke → Rotheca microphylla (Blume) Callm. & Phillipson: Sie kommt vom südlichen Somalia bis Mosambik und auf Madagaskar vor. - Clerodendrum mirabile Baker → Rotheca mirabilis (Baker) Callm. & Phillipson: Diese Neukombination erfolgte 2013. Sie kommt im westlichen Madagaskar vor. - Clerodendrum molle Kunth. → Volkameria mollis (Kunth) Mabb. & Y.W.Yuan: Sie ist in der Neotropis verbreitet. - Clerodendrum nudiflorum Moldenke → Rotheca nudiflora (Moldenke) Callm. & Phillipsonn: Sie kommt in Madagaskar vor. - Clerodendrum obovatum (Roxb.) Walp. → Gmelina moluccana (Blume) Backer ex K.Heyne: Sie kommt von den Molukken bis zu den Salomonen vor. - Clerodendrum picardae Urb. → Ovieda picardae (Urb.) I.E.Méndez: Sie kommt auf Hispaniola vor. - Clerodendrum pittieri Moldenke → Volkameria pittieri (Moldenke) Mabb. & Y.W.Yuan: Sie kommt im karibischen Raum vor. - Clerodendrum serratum (L.) Moon, Clerodendrum grandifolium Salisb., Clerodendrum divaricatum Jack, Clerodendrum macrophyllum Sims, Clerodendrum bracteosum Kostel., Clerodendrum trifoliatum Steud., Clerodendrum herbaceum Roxb. ex Schauer, Clerodendrum cuneatum Turcz. → Rotheca serrata (L.) Steane & Mabb.: Sie ist vom südlichen China bis zum tropischen Asien verbreitet. - Clerodendrum spinosum (L.) Spreng. → Ovieda spinosa L.: Sie kommt nur auf Hispaniola vor. - Clerodendrum tessmannii Moldenke → Aegiphila triflora Moldenke: Sie kommt im westlichen Südamerika vor. - Clerodendrum tuberculatum A.Rich. → Ovieda tuberculata (A.Rich.) I.E.Méndez: Sie kommt in Kuba vor. - Blauflügelchen, Schmetterlingsstrauch, Schicksalsbaum, Uganda-Losstrauch oder Ugandischer Losstrauch (Clerodendrum ugandense Prain) → Rotheca myricoides (Hochst.) Steane & Mabb. subsp. myricoides |

## Verwendung
Wegen ihrer auffälligen Blüten werden einige Arten, zumindest in wärmeren Gebieten, als Zierpflanzen in Parks und Gärten verwendet. Sorten einiger Arten werden als Zimmerpflanzen genutzt.

## Ergänzende Literatur
- Gordon Cheers (Hrsg.): Botanica. Random House Australia 2003. Deutsche Ausgabe: Tandem Verlag, 2003, ISBN 3-8331-1600-5.
- Urania Pflanzenreich. Band 4: Blütenpflanzen 2, 1. Ausgabe. Urania-Verlag, Leipzig 1994, ISBN 3-332-00497-2.